# Pauline Scherping
Pauline Scherping, geborene Kroß, (* 9. Dezember 1852 in Japenzin; † 22. Januar 1932 in Wolgast) war eine niederdeutsche Schriftstellerin, Heimatdichterin und Publizistin.
Pauline Kroß wurde auf dem Gut Japenzin geboren, das ihr Vater gepachtet hatte. Ihre Mutter Pauline Runge war die Tochter von Gustav Runge (1781–1870), des jüngsten Bruders von Philipp Otto Runge. Sie besuchte die Mädchen-Oberschule in Wolgast. 1874 heiratete Pauline Kroß Wilhelm Friedrich Scherping, einen Wolgaster Kaufmann, Reeder und Teeimporteur. Die beiden hatten vier Kinder.
Pauline Scherping verfasste Gedichte und Kurzgeschichten in niederdeutscher Sprache. Für die Zeitschrift Unser Pommerland schrieb sie hochdeutsche Kurzgeschichten und Artikel.
Anlässlich eines Besuchs des Direktors Alfred Lichtwark in Wolgast stiftete sie 1904 der Hamburger Kunsthalle eine unvollendete Ölstudie Philipp Otto Runges mit dem Bildnis seiner Mutter.
Pauline Scherping wurde auf dem Wolgaster Alten Friedhof beigesetzt.

## Schriften (Auswahl)
- Wat sall ick pultern? Paul Christiansen, Wolgast 1927.